# Gaius Asinius Nicomachus Julianus
Gaius Asinius Nicomachus Julianus (fl. 215-220 - aut. 230) était un homme politique de l'Empire romain.

## Vie
Fils de Gaius Asinius Protimus Quadratus, il fut le père d'(Asinia Iuliana) Nicomacha, femme de Sextus Cocceius Anicius Faustus Paulinus.
Il fut consul suffect autour de 215-220 et proconsul consulaire d'Asie autour de 230.